# Predrag Đorđević (cầu thủ bóng đá, sinh 1990)
Predrag Đorđević (Предраг Ђорђевић; sinh ngày 30 tháng 6 năm 1990) là một cầu thủ bóng đá Serbia, thi đấu cho OFK Beograd chủ yếu ở vị trí hậu vệ phải.

## Sự nghiệp câu lạc bộ
Sau khi thi đấu cùng với Dubočica ở miền Đông, Đorđević chuyển đến SuperLiga câu lạc bộ Jagodina mùa hè 2010. Anh được cho mượn tại Sinđelić Niš mùa giải 2011–12, ra sân 28 lần và ghi 8 bàn thắng. Vào tháng 8 năm 2012, Đorđević được chuyển đến Javor Ivanjica. Lập tức trở thành cầu thủ thường xuyên của đội một, là một trong những hậu vệ phải hay nhất giải. Đorđević ra sân 46 lần và ghi 2 bàn thắng trong 2 mùa giải tại câu lạc bộ.